# كفار طابور
كفار طابور هي قرية تقع في منطقة الجليل الأسفل شمالي إسرائيل، على سفح جبل طابور. تأسست مستعمرة كفار طابور في 25 أكتوبر 1901،على يد مجموعة من أبناء الجيل الثاني من أبناء الهجرة اليهودية الأولى إلى فلسطين.أقام الصهاينة المستوطنة على أراضي قرية مسحة العربية بعد شرائها من ملاكها اللبنانيين من عائلة سرسق، على يد رواد  تحت رعاية جمعية الاستعمار اليهودي. كانت بذرة المستوطنة تشمل 21 عائلة يهودية من مستوطنات زخرون يعكوف، المطلة، رأس الناقورة، ومئير شفيا، واستقرت هذه العائلات في المنطقة بمساعدة من المحسن اليهودي البارون إدموند دي روتشيلد. في بداية مرحلة الاستيطان، كانت المستعمرة تُعرف باسم "مِسْحَة"، تَيَمُّنًا باسم تل مسحة والمستوطنة القديمة القريبة منها، التي سكنها سابقاً فلاحون عرب جاءوا من سوريا بواسطة أُمراء للعمل في الأرض. اعتمد المؤسسون اسمها العبري بناءً على نصيحة مناحيم أوسيشكين، الذي تعجّب خلال زيارته للمستعمرة في عام 1903، أثناء جولته الثانية في فلسطين، بأن المستعمرة ليس لها اسم عبري بعد، فاقترح على السكان استخدام اسم جبل طابور (يُعرف أيضًا باسم جبل الطور)، الذي تقع المستعمرة عند سفحه. نشأ بين المستوطنين اليهود جدل داخلي حول إضافة كلمة "كفار" التي اقترحها أوسيشكين في الاسم. عبر بعضهم عن مخاوفهم من أن ذلك قد يفرض قيودًا على تطور المستعمرة مستقبلًا، لكنَّ أوسيشكين أقنعهم بإضافة الاسم بعد أن أخبرهم بأنَّهُ زار مدينة دوسلدورف الألمانية،التي أُقيمت أيضًا بوصفها دورف، أي قرية باللغة الألمانية، لكنها أصبحت الآن مدينة مكتملة الأركان.
ومُنحت مكانة مجلس محلي في عام 1949. 
في سنواتها الأولى الصعبة، كانت المستوطنة مدعومة من شركة "يكا" (جمعية الاستعمار اليهودي)، وعانى المستوطنون الأوائل شُحّ في المياه، فقد أدى التركيب الطبوغرافي والجيولوجي إلى تدفق مياه الأمطار بسرعة بعيدًا عن المنطقة، وللتغلُّب على هذه المشكلة، زرع المستوطنون الأوايل أشجارًا تناسب البيئة المحلية، وكان معظمها من كروم اللوز والزيتون وكروم العنب، وذلك بعد أن قررت إدارة روتشيلد أن الموقع مثالي لزراعة الكروم، وهكذا أصبحت مستوطنة كفار طابور مصدرا للعنب الذي استخدمته مصانع النبيذ في فلسطين.
نشر يوسف فيتكين، مدير المدرسة الابتدائية في المستوطنة منذ عام 1903، في عام 1905 "نداء: إلى شباب إسرائيل الذين قلوبهم لشعبهم ولصهيون"، الذي حمل الشعار "باسم شعبنا وأرضنا". كان هذا النداء موجهًا لليهود في الشتات، دعاهم فيه للقدوم إلى فلسطين وبناء البلاد على الرغم من الصعوبات الجمَّة: المجاعة، الأمراض والعَوَز. كان هذا النداء من بين الأسباب للهجرة الثانية. من جُملة الصعوبات العديدة التي كان على المستوطنين مواجهتها، كانت هناك مشكلة السرقات الزراعية التي قامت بها القبيلة البدوية التي كانت تعيش بالجوار، وهي قبيلة عرب الصبيح. شكلت الحاجة إلى الحماية والدفاع ضد السرقات دافعًا لقيام نقاش عامّ حول هذا الموضوع، وبلغ الأمرُ ذروته بعقد مؤتمر لقادة منظمة الحماية السرية "بار جيورا" في عيد الفصح عام 1909، في كفار طابور. شارك في المؤتمر عددٌ من الشّخصيات المهمّة في الاستيطان اليهودي، مثل ألكسندر زيد، يسرائيل شُوحَط، إسحاق بن تسفي، يسرائيل جلعادي، يحِزكل نيسنوف، يحِزكل هانكين، منديل بورتوغالي، وتسفي بيكر. قرر المشاركون أنه حان الوقت للعمل علنًا. ولذلك، في كفار طابور، تم اتخاذ قرار بحل المنظمة السرية وفي الوقت نفسه تأسيس منظمة "هاشومير" (=الحارس) كمنظمة للحراسة اليهودية الوطنية. تقرر أن تكون "هاشومير" منظمة تعنى بالحماية والأمن، وهي التي تحوّلت فيما بعد إلى نواة قوة عسكرية يهودية في فلسطين. سعت "هاشومير" إلى تولي مسؤولية الحراسة في جميع المستعمرات اليهودية، بدلاً من العرب المحليين الذين كانوا يستخدمون في وظائف الحراسة حتى ذلك الحين.
وفي عام 2016، كان عدد سكانها 3,983 نسمة.

## التاريخ
عُثر هنا على الخزف من الحقبة البيزنطية.

### الحقبة العثمانية
في الحقبة العثمانية، كانت هناك قرية تدعى مسحة. وفي عام 1596، ظهرت القرية باسم «مسحة» في سجلات الضرائب بوصفها جزءا من ناحية طبريا في سنجق صفد. ولوحظ أنها فارغة، غير أنه تم دفع سعر ضريبي ثابت قدره 25 في المائة على الناتج الزراعي. وشملت هذه المنتجات القمح والشعير والقطن؛ وبلغ مجموع الضرائب 3,300 آقجة. وفي عام 1799، ظهر على أنها ميشي على الخريطة التي أعدها بيير جاكوتين هذا العام.
في عام 1881، وصفت الدراسة الاستقصائية التي أجراها صندوق استكشاف فلسطين لفلسطين الغربية قرية «مسحة» جنوب شرق مدينة الناصرة التي يبلغ عدد سكانها 100 مسلم، مع المنازل بشكل رئيسي من حجر البازلت، وعدد قليل من الطوب والحجر. وكانت تقع القرية في سهل صالحة للزراعة، بدون أشجار. وكانت إمدادات المياه من إحدى الخزانات الأرضية في القرية.

## منالأربعيناتوحتىالستيناتمنالقرن العشرين

### حقبة الانتداب البريطاني

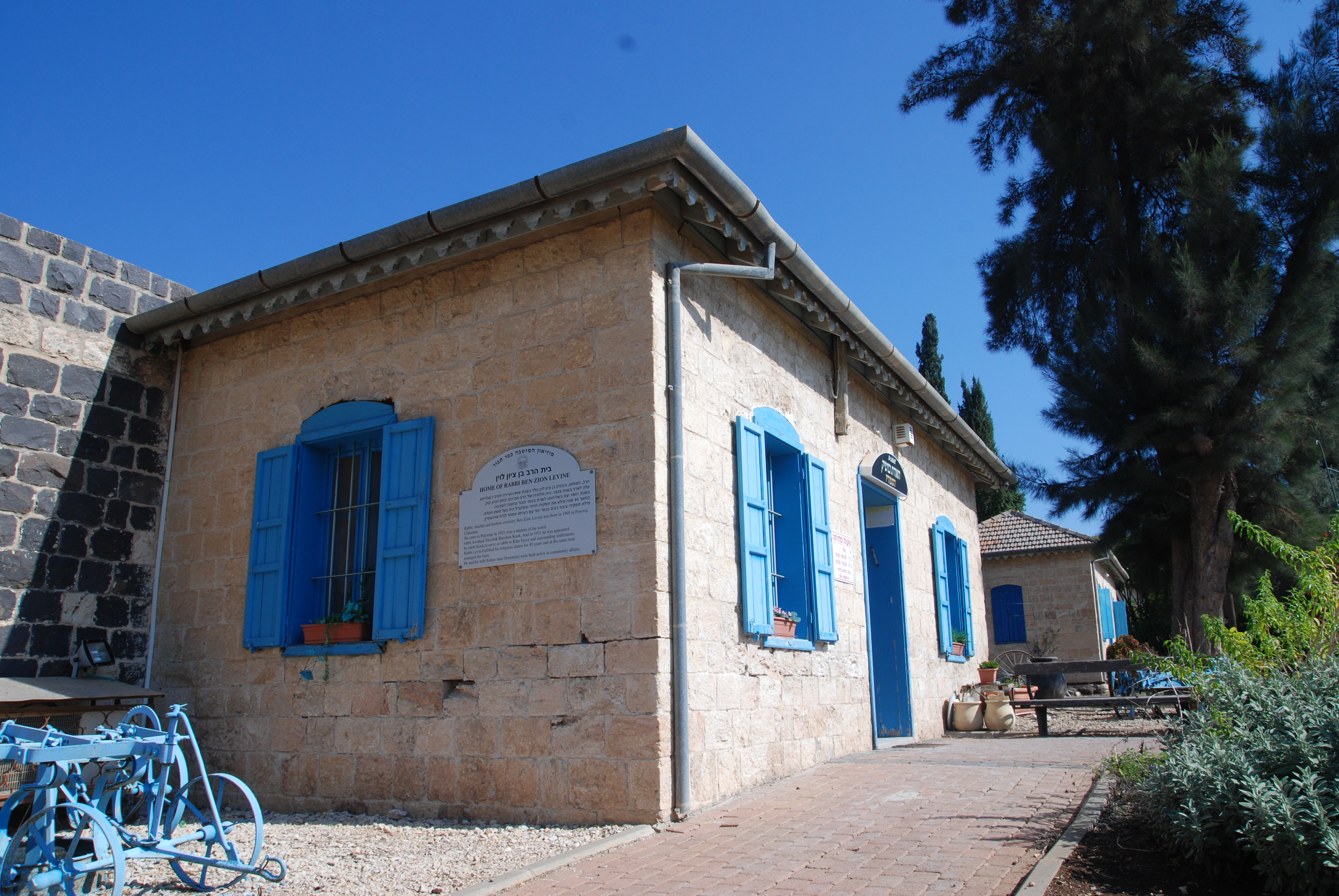
متحف تاريخ كفار طابور

في التعداد السكاني لعام 1922 الذي أجرته سلطات الانتداب البريطاني، كان سكان مسحة (كفر تابور) يبلغ عددهم 274 نسمة؛ وجميعهم اليهود.
في عام 1945، كان في كفار طابور 230 نسمة، جميعهم من اليهود. وقد أشير إلى مسحة على أنها اسم بديل.

## معالم بارزة
في حي حامياسديم، وهو نواة القرية، يوجد متحف ومواقع أخرى، بما في ذلك دار هاشومير، والمدرسة الأولى، وبيت المعلم (وهي الآن مكتبة) والكنيس الذي شيد في عام 1937. والمدرسة الأخرى، التي بُنيت في عام 1911، تعمل الآن بمثابة مركز شينكار تسفيرا للموسيقى. الشارع الرئيسي للحي فيه منازل باقية من الأيام الأولى للقرية، وكذلك أجزاء من الجدار الذي أحاط بها.

## السكان البارزون

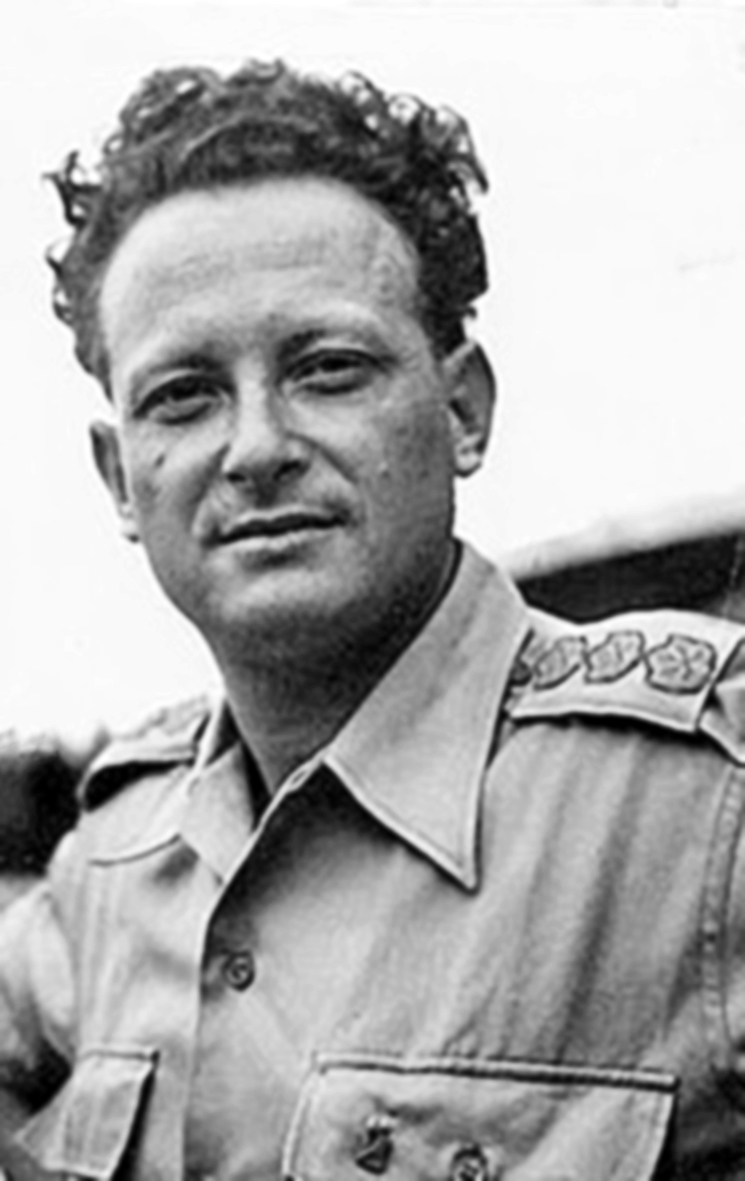
اللواء إيغال آلون (1948–49)

- إيغال آلون (1918–1980)، سياسي، قائد جماعة بلماح، ولواء في الجيش الإسرائيلي، ولد في كفار طابور.
- إيتاي سيغيف (ولد عام 1995)، لاعب كرة السلة.